# صموئيل فريدريك هيلدبراند

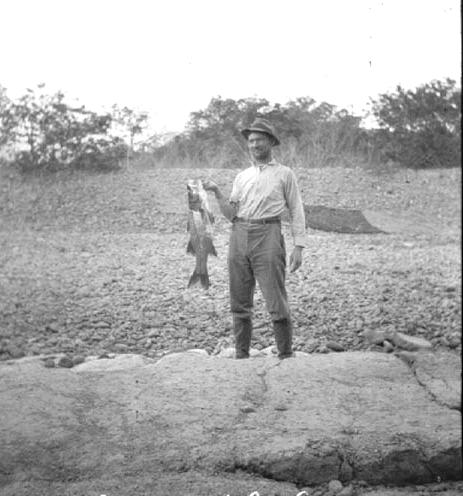
صموئيل فريدريك هيلدبراند

صموئيل فريدريك هيلدبراند (بالإنجليزية: Samuel Frederick Hildebrand)‏ هو عالم أسماك أمريكي، ولد في 15 أغسطس 1883 في إنديانا في الولايات المتحدة، وتوفي في 16 مارس 1949 في واشنطن العاصمة في الولايات المتحدة.